# Kaskaskia
Kaskaskia es una villa ubicada en el condado de Randolph en el estado estadounidense de Illinois. En el Censo de 2010 tenía una población de 14 habitantes y una densidad poblacional de 50,05 personas por km².

## Geografía
Según la Oficina del Censo de los Estados Unidos, Kaskaskia tiene una superficie total de 0.28 km², de la cual 0.28 km² corresponden a tierra firme y (0%) 0 km² es agua.

## Demografía
Según el censo de 2010, había 14 personas residiendo en Kaskaskia. La densidad de población era de 50,05 hab./km². De los 14 habitantes, Kaskaskia estaba compuesto por el 71.43% blancos, el 0% eran afroamericanos, el 0% eran amerindios, el 0% eran asiáticos, el 0% eran isleños del Pacífico, el 28.57% eran de otras razas y el 0% pertenecían a dos o más razas. Del total de la población el 28.57% eran hispanos o latinos de cualquier raza.